# Cardamine pacensis
Cardamine pacensis là một loài thực vật có hoa trong họ Cải. Loài này được Romero mô tả khoa học đầu tiên năm 1920.